# Bulusan (vulkan)
Bulusan är en vulkan på södra delen av Luzon, 1 560 meter hög. Till sin uppbyggnad påminner den om Vesuvius. Den hade ett större utbrott 1916.